# Harold Arlen
Harold Arlen, ursprungligen Hyman Arluck, född 15 februari 1905 i Buffalo i New York, död 23 april 1986 i New York i New York, var en amerikansk kompositör.
Han föddes i ett judiskt hem och hans far arbetade som kantor i en synagoga. Redan som ung lärde sig Arlen att spela piano, och det tog inte lång tid innan han hade bildat sitt första band. Han fick en viss framgång i hemstaden och bestämde sig för att flytta till New York. Det var nu som han bytte namn till Harold Arlen.
År 1929 komponerade han sin första välkända sång, Get Happy, med text av Ted Koehler. Under första halvan av 1930-talet skrev de två texter och musik till flera shower på nattklubben Cotton Club i Harlem samt till flera musikaler på både teatern och på film. Från mitten av 1930-talet tillbringade han allt mer tid i Hollywood, främst med att skriva musik till musikalfilmer. Han började samarbeta med textförfattaren Yip Harburg. De två skrev text och musik till filmen Trollkarlen från Oz, bland annat den välkända Over the Rainbow, som flera gånger röstats fram som århundradets låt. Från 1940-talet samarbetade Arlen även med Johnny Mercer.
Harold Arlen belönades med en Oscar för musiken till Trollkarlen från Oz. Han nominerades ytterligare sex gånger, bland annat för låtarna Accentuate the Positive ur filmen Flottans farliga flickor (1944), The man that got away ur En stjärna föds (1954) och That old black magic ur Stjärnbaneret (1942). 
Hans melodier har gjorts populära med sångare som Judy Garland och Frank Sinatra, och än idag förekommer hans melodier i många amerikanska filmer.

## Filmografi (i urval)
- 1939 – Trollkarlen från Oz
- 1939 – Vi charmörer
- 1942 – Stjärnbaneret
- 1943 – Svart extas
- 1943 – Upp i det blå
- 1943 – Hallå, du gamle indian!
- 1944 – Flottans farliga flickor
- 1944 – Kalifen i Bagdad
- 1950 – Upp med ridån
- 1954 – En stjärna föds
- 1954 – Mannen du gav mig
- 1956 – Pippi i pyjamas